# Sayat Air
Sayat Air ist eine kasachische Fluggesellschaft mit Sitz in Qaraghandy und Basis auf dem Flughafen Qaraghandy Sary-Arka.

## Geschichte
Sayat Air wurde 2007 gegründet und stand bis 8. Dezember 2016 auf der Liste von Fluggesellschaften mit Betriebsverbot in der Europäischen Union.

### Ehemalige Flugzeugtypen
Die Gesellschaft dürfte derzeit keine eigenen Flugzeuge besitzen. Mit Stand Juli 2016 bestand die Flotte der Sayat Air aus zwei Flugzeugen:
| Flugzeugtyp      | Luftfahrzeugkennzeichen | Anmerkungen |
| ---------------- | ----------------------- | ----------- |
| Iljuschin Il-62M | UP-I6204                | inaktiv     |
| Iljuschin Il-62M | UP-I6205                | inaktiv     |